# جواو هال
جواو هال (بالإنجليزية: Jo Hall)‏ هي مذيعة أخبار أسترالية، ولدت في 25 يونيو 1958 في ملبورن في أستراليا.